# Centraugaptilus cuculatus
Centraugaptilus cuculatus är en kräftdjursart som först beskrevs av Georg Ossian Sars 1905.  Centraugaptilus cuculatus ingår i släktet Centraugaptilus och familjen Augaptilidae. Inga underarter finns listade i Catalogue of Life.